# Allodia
Allodia är ett släkte av tvåvingar som beskrevs av Johannes Winnertz 1863. Allodia ingår i familjen svampmyggor.

## Dottertaxa tillAllodia, i alfabetisk ordning[1][2]
- Allodia ablata
- Allodia actuaria
- Allodia aculeata
- Allodia adunca
- Allodia alternans
- Allodia anglofennica
- Allodia angulata
- Allodia angustilobata
- Allodia antennata
- Allodia araucaniensis
- Allodia argentinense
- Allodia attenuata
- Allodia barbata
- Allodia bipexa
- Allodia bohemica
- Allodia boracensis
- Allodia brevicornis
- Allodia brunnea
- Allodia californensis
- Allodia callida
- Allodia callidum
- Allodia cincta
- Allodia circumdata
- Allodia confusa
- Allodia conifera
- Allodia conspicua
- Allodia curvipes
- Allodia czernyi
- Allodia delicata
- Allodia delita
- Allodia discoidea
- Allodia elata
- Allodia elevata
- Allodia embia
- Allodia embla
- Allodia eruliense
- Allodia flavicornis
- Allodia flaviventris
- Allodia flavorufa
- Allodia foliifera
- Allodia fontinalis
- Allodia fuliginosa
- Allodia grata
- Allodia hastata
- Allodia hirticauda
- Allodia huggerti
- Allodia humile
- Allodia idahoensis
- Allodia intermedia
- Allodia laccariae
- Allodia lataelamellata
- Allodia latilobata
- Allodia lugens
- Allodia lundstroemi
- Allodia macrodontusa
- Allodia mendli
- Allodia micans
- Allodia montana
- Allodia neglecta
- Allodia nigrofasciata
- Allodia oblonga
- Allodia obscuripennis
- Allodia orientalis
- Allodia ornaticollis
- Allodia pectinata
- Allodia penicillata
- Allodia perolla
- Allodia pistillata
- Allodia pravdini
- Allodia prominens
- Allodia protenta
- Allodia pseudobarbata
- Allodia pyxidiiformis
- Allodia quadrata
- Allodia racemosa
- Allodia rara
- Allodia retracta
- Allodia rhombica
- Allodia rindeni
- Allodia ruficauda
- Allodia sabroskyi
- Allodia septentrionalis
- Allodia silvatica
- Allodia simile
- Allodia simplex
- Allodia solida
- Allodia subelata
- Allodia subpistillata
- Allodia triangularis
- Allodia truncata
- Allodia tuomikoskii
- Allodia unicolor
- Allodia variabilis
- Allodia varicornis
- Allodia vernalis
- Allodia westerholti
- Allodia xiphodeusa
- Allodia zaitzevi